# Liste des sénateurs élus par l'Assemblée nationale
Ne doit pas être confondu avec les Sénateurs inamovibles de la IIIe République dont les 75 premiers ont été désignés par l'Assemblée nationale.
De 1946 à 1948, le Conseil de la République fut composé de conseillers de la République (le terme de sénateurs étant rétabli en 1948) élus pour six ans :
- 5/6 au suffrage universel indirect,
- par l’Assemblée nationale pour le dernier 1/6, selon l'article 20 de la loi du 27 octobre 1946.

## Sénateurs sous laIVeRépublique

### Élus en décembre 1946
- André Armengaud de 1946 à 1948[1]
- Antoine Avinin de 1946 à 1948[2]
- Jean-Richard Bloch de 1946 à 1947
- Émile Bollaert de 1946 à 1948
- Alice Brisset de 1946 à 1948
- Gilberte Brossolette de 1946 à 1948[3]
- Alexandre Caspary de 1946 à 1948
- Auguste Champetier de Ribes de 1946 à 1947
- Joseph Chatagner de 1946 à 1948
- André Debray de 1946 à 1948
- Jules Decaux de 1946 à 1948
- Pierre Delfortrie de 1946 à 1948[3]
- Marcelle Devaud de 1946 à 1948[3]
- Yvonne Dumont de 1946 à 1948[3]
- Amédée Guy de 1946 à 1948
- Jules Hyvrard de 1946 à 1948
- Salomon Grumbach de 1946 à 1948
- Mohamed El Aziz Kessous de 1946 à 1948
- Xavier Knecht de 1946 à 1947
- Emmanuel La Gravière de 1946 à 1948
- Bernard Lafay de 1946 à 1948[3]
- Georges Laffargue de 1946 à 1948[3]
- Marie-Hélène Lefaucheux de 1946 à 1947
- René Mammonat de 1946 à 1948
- Faustin Merle de 1946 à 1948
- Geoffroy de Montalembert de 1946 à 1948[3]
- Léon Nicod de 1946 à 1948
- Marie Oyon de 1946 à 1948
- Abdelmadjid Ourabah de 1946 à 1948[3]
- André Pairault de 1946 à 1948
- Joseph Paul-Boncour de 1946 à 1948
- Ernest Pezet de 1946 à 1948[1]
- René Poirot de 1946 à 1948
- Jean Primet de 1946 à 1948[3]
- Marcel Renet dit Jacques Destrée de 1946 à 1948[3]
- Alex Roubert de 1946 à 1948[3]
- Claire Saunier de 1946 à 1948
- Robert Serot de 1946 à 1948
- Paul Simon de 1946 à 1948
- Pierre Tremintin de 1946 à 1948
- Paul Tubert de 1946 à 1947
- Christian Vieljeux de 1946 à 1948
- Marcel Willard de 1946 à 1948

### Élus en 1947 et 1948
Élus en remplacement de sénateurs décédés ou démissionnaires :
- Étienne Gilson de mars 1947 à 1948
- Juliette Dubois de mai 1947 à 1948
- Charles Flory de janvier à novembre 1948
- Ernest Petit de janvier à novembre 1948[3]

Représentants des Français d'Europe et d'Afrique :
- Marius Viple de février 1947 à 1948

Représentant des Français d'Asie et d'Océanie :
- Marcel Baron de février 1947 à 1948

Représentant des Français résidant à l'étranger :
- Henri Longchambon de février 1947 à 1948

### Élus entre 1948 et 1959
Représentant des Français d'Indochine :
- Antoine Avinin de 1948 à 1952

Représentants des Français résidant à l'étranger :
- Henri Longchambon de 1948 à 1959
- Ernest Pezet de 1948 à 1959
- Marius Viple de 1948 à 1949
- André Armengaud de 1949 à 1959